# Weinheimer Kriegerdenkmal

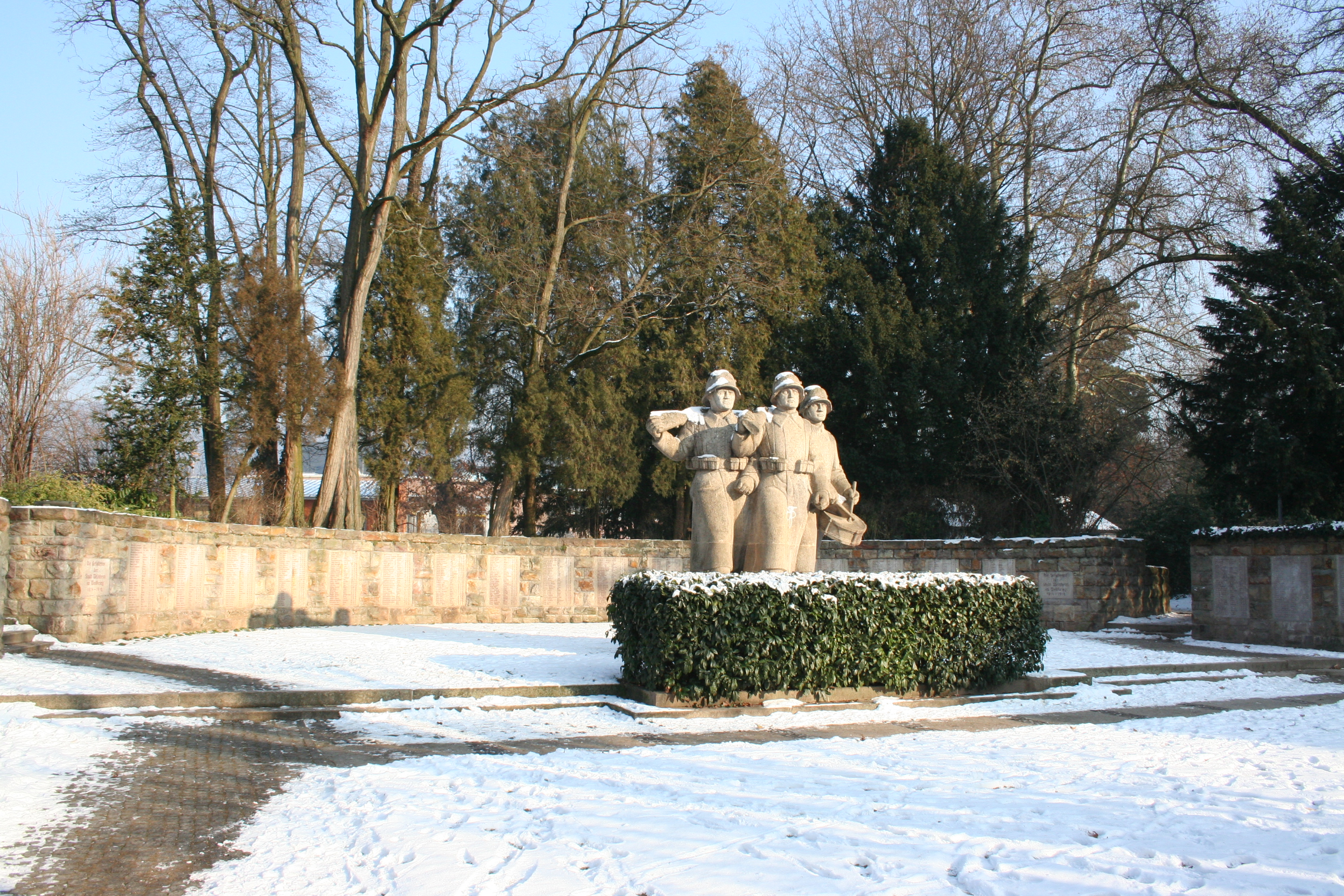
Weinheimer Kriegerdenkmal 2009

Das Weinheimer Kriegerdenkmal wurde am 18. Oktober 1936 eingeweiht. Der gestaltende Bildhauer war Wilhelm Kollmar. Eingraviert sind die Namen von in den beiden Weltkriegen getöteten oder vermissten Soldaten der Stadt. Es befindet sich im Zentrum unterhalb des Anwesens Bahnhofstraße 14 in Weinheim und steht im Bürgerpark.

## Beschreibung der Skulptur
Drei überlebensgroße Reichswehrsoldaten (ca. 3,15 Meter hoch) schreiten entschlossen voran. Hinter ihnen sind Namen gefallener Soldaten des Ersten Weltkrieges auf Tafeln in halbrund angeordneten Mauern eingraviert. Gewehre sind geschultert und Stahlhelme sind im Einsatz. Eine Trommel wird geschlagen. Sie tragen lange schwere Soldatenmäntel und Patronentaschen an ihren Koppeln. Ihr Blick wirkt leer und streng. Er ist in die Ferne gerichtet. Überdimensionierte Soldatenhände sind zu Fäusten geballt. Durch ein Podest unter ihnen sind die Figuren zusätzlich erhöht worden. In der vereinfachenden Formensprache entsprachen sie unbesiegbaren und heldenhaften Kämpfern. Sie sind stereotyp und ohne menschliche Individualität als heroisierende Symbolfiguren eines bestimmten Kriegertypus dargestellt, welcher in bedingungslosem Gehorsam in den Krieg zieht. Der Historiker Meinhold Lurz ordnet diesen Typus der Denkmalsskulptur unter „aggressiver Sturmtrupp im Kampf“ ein.
Die Historikerin Behrenbeck schreibt zum Motiv Trommel und Nationalsozialismus:

„Trommelwirbel und Paukenschläge waren neben Fanfarenrufen durchgängige Gestaltungsmittel der nationalsozialistischen Feiern, sie dienten zum ‚Zusammentrommeln‘ der Feierteilnehmer, hämmerten ihnen gewissermaßen die Inhalte ein und vermochten in dramatischen Höhepunkten Spannung [zu] erzeugen,(…) Insgesamt dienen Schlag- und Blasinstrumente im Militär als Signale beim Exerzieren und zur weithin hörbaren Unterstützung von Kommandos. Früher wurde zum Angriff geblasen, Trommeln gaben Marschtempo und -rhythmus vor und sorgten für Gleichschritt (…).“

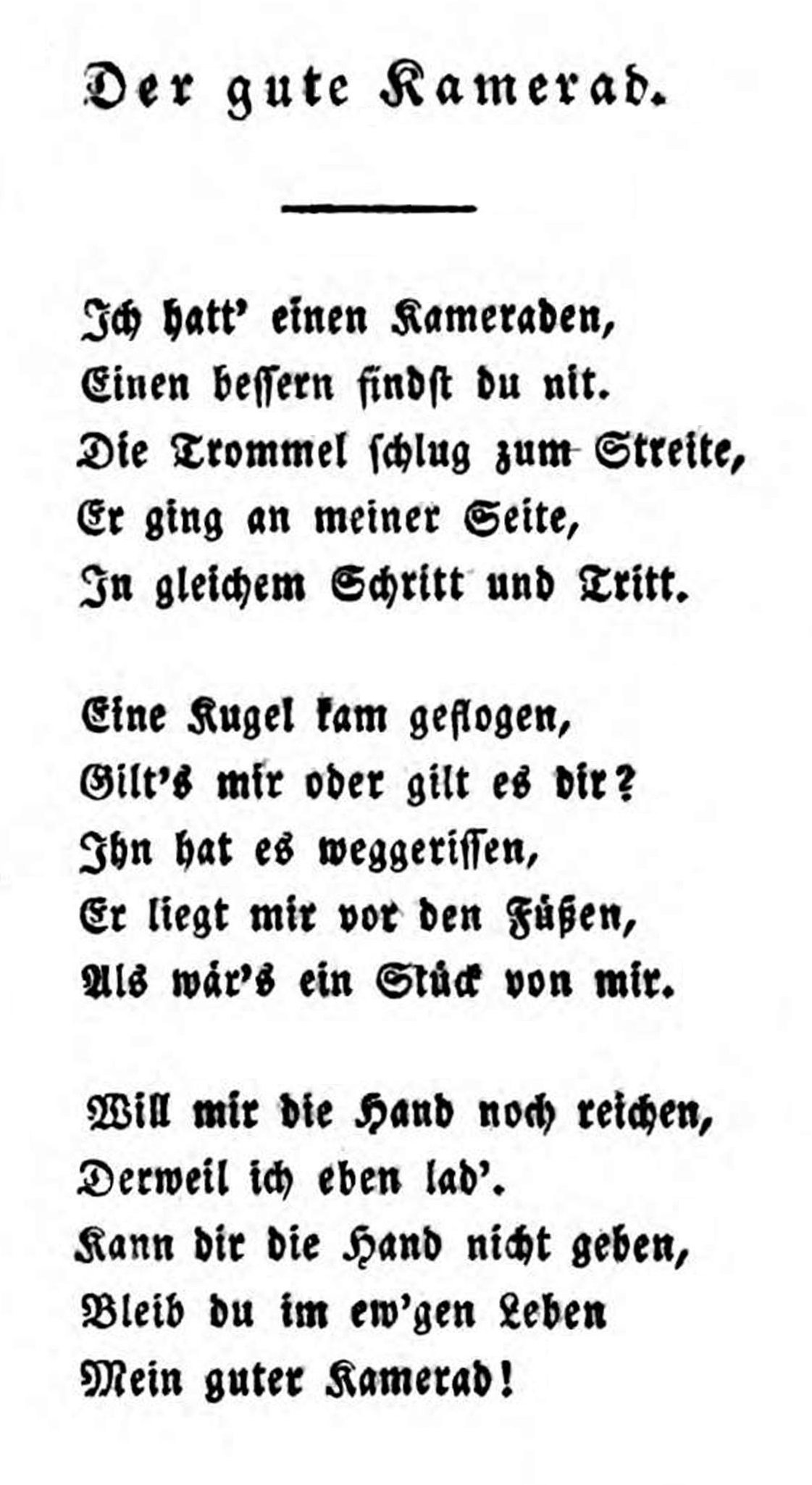
Der gute Kamerad, Uhland-Fassung, Druck 1815

Die vollplastisch ausgeführte Figurengruppe zeigte laut der Zeitschrift Hakenkreuzbanner „zwei Musketiere und einen Tambour“, welche das „hohe Lied vom guten Kameraden“ versinnbildlichten. Die betreffenden Zeilen – des bis heute allgemein bekannten Liedes von Ludwig Uhland Der gute Kamerad aus der Zeit der Deutschen Romantik – lauten unter anderem: – Die Trommel schlug zum Streite, - Er ging an meiner Seite, - Im gleichen Schritt und Tritt. -.
Bei der Denkmalseinweihung sprach der badische Ministerpräsident Köhler und stellte die übliche Verbindung zwischen den ehemaligen Weltkriegssoldaten und dem Dritten Reich her:

„Wir können nicht nur hoffen auf die Zukunft, wir leben unser augenblickliches Leben. Wir stellen unser Leben unter den Geist, der von diesen drei Soldaten ausgeht, die trotzdem weiterschreiten, trotz Tod und Teufel. Wir wissen, daß dieser Geist in der heutigen Zeit eine Notwendigkeit ist, wir wissen aber auch, daß eine gerade Linie von den Schützengräben des Weltkrieges hinüberführt in die Reichskanzlei nach Berlin, zu dem besten deutschen Soldaten, dem Gefreiten des Weltkrieges, der zum Führer unseres Volkes geworden ist.“

Zur Deutung des Motivs „aggressiver Sturmtrupp“ ist es bedeutsam, dass der realistisch wiedergegebene Soldatentrupp dem Germanenkult sowie der NS-Rassentheorie genügen sollte. Damit wird die Verfügbarkeit der Stile offenbar: Wichtig war dem NS-Staat nicht vorrangig die Wahl einer Stillage. Vielmehr war elementar, dass der jeweilige Stil einen Ausdruck der Rassentheorie bildete und die Rassentheorie wiederum ihrerseits über ein Schönheitsideal mit der figürlichen Skulptur oder Plastik vermittelt war.
Der Autor Wilkendorf interpretierte das Weinheimer Kriegermal in entsprechender Richtung:

„Das Charakterideal des Germanentums aber ist und bleibt nach unserer Weltanschauung die Heldenhaftigkeit, und darum wird, verknüpft mit dem nordischen Schönheitsverlangen, die heldische Sachlichkeit das zukünftige Hochziel der deutschen Bildhauerei sein. Die Denkmalsucht der Gründerjahre, die ihre Fürsten in figura zu Pferde aufstellte, ist heute vorüber; denn der Nationalsozialismus übersteigert nicht mehr das Einzelleben ins Absonderliche, sondern er hat den starken Willen zu einer überpersönlichen Oeffentlichkeit. Die symbolkräftige menschliche Gestalt als Gleichnis höherer Ordnung, nicht das Individuum, sondern der Mythos, das ist das innere Ziel, dem auch die Plastik unserer Zeit allgemeingültig zustrebt.“

Am Aufsatzende bewertete Wilkendorf das Weinheimer Ehrenmal als „Zeuge[n] deutschen Unsterblichkeitswillens“ und „Markenzeichen germanischer Wahrhaftigkeit“, das für eine „menschliche Ewigkeit geschaffen“ wurde.
Das Stadtgebiet Weinheims weist eine Auffälligkeit auf, die bei der Deutung der Skulpturengruppe in Richtung „Sturmtrupp“ zu Hilfe genommen werden kann. Am Marktplatz befindet sich gleichsam eine stürmende Kriegerfigur als Denkmal für den Sieg von 1870/71. Dieser Denkmalstyp stand sozusagen 1934 Pate und war eine erste frühe Variante des Typus „Sturmtrupp“. So gesehen sagte die Skulpturengruppe des Weinheimer Kriegerdenkmals in der Bahnhofstraße den erhofften Sieg quasi voraus – vergleichbar mit einer Prophezeiung eines Kriegsgewinns.

## Deutung der Gesamtanlage
Ort, Anlage und Gestaltung weisen typische Merkmale von Denkmalen der NS-Ideologie auf. Diese sollte den öffentlichen Raum dominieren, es wurde daher an diesem zentralen Platz an einer Hauptverkehrsader der Stadt in monumentaler und antikisierender Erscheinung errichtet. Die Symbole Faust, Kriegsgerät und Trommel, die dem Denkmal seine Aggressivität verliehen, entstammten altbekanntem Denkmal-Fundus. Faustballende Krieger standen seit Ende des Ersten Weltkriegs als Motiv zum Beispiel auf folgenden deutschen Kriegerdenkmalen: Gefallenen-Denkmal Baerwaldstraße in Berlin-Kreuzberg (1924), Ehrenmal des Infanterie-Regiments Nr. 82 Göttingen (1925), 31er Kriegerdenkmal Hamburg-Altona (1925), Gefallenendenkmal Stuttgart-Feuerbach (1929), Amtskriegerehrenmal Enger (1929), Kriegerehrenmal Hüllhorst (1930), in Göttingen (1931), Gefallenendenkmal Wuppertal-Nächstebreck (1931), Kriegerdenkmal „Der Soldat“ neben der St. Johannis-Kirche Hamburg-Harburg (1932), „Der steinerne Infanterist in der Paderborner Paderaue“ (1934), in Rüthen/Kneblinghausen (1934–1938) und in Rostock (1936). Die Faust stellte die „Ohnmacht der Geschlagenen“, die Wut über den Versailler Vertrag, Rachegefühle, Entschlossenheit und Bereitschaft zu Kampf und Krieg plastisch dar und diente „als Zeichen von Trotz und Revancheabsichten“.
Auf der flachen bogenförmigen Mauer in der Mitte stehen seitlich als Flammschalen identifizierbare Metallteile. Feuerschalen, Pechpfanne, Rauchpfannen, Opferschalen und die Altarmotivik waren in der Zeit des Nationalsozialismus ein beliebtes und nutzbares Motiv. Somit lässt sich dieser Teil auch unschwer als eine Art Opferaltar deuten. Diese Schalen galten schon länger als nationaler, aber auch gleichsam anonymer, Ausdruck der Trauer um tote „Volkshelden“ und stellen sie in eine Reihe mit den „gefallenen Helden“ einer mystisch verklärten, vorgeblich germanischen Vergangenheit, heben sie sozusagen auf eine beinah sakrale Ebene. Solche Schalen wurden im Nationalsozialismus besonders im Rahmen von Totenfeiern verwendet und galten in der NS-Zeit als „Sinnbild des Opfertodes“ oder „Zeichen des ewig Kämpferischen“.
Auch die Dinge, die dieses Mal nicht darstellt, sind zur Deutung wichtig. Jüdische Kriegsteilnehmer wurden ausgegrenzt. Das Andenken an sie und ihre Namen wurde weggelassen.„Es blendet die grausame und unmenschliche Realität des Krieges völlig aus“, schreibt die Fachautorin Dinah Wijsenbeek in einer Abhandlung. „Es verschweigt die Schmerzen der Verwundeten und ihren qualvollen Tod ebenso wie das Leid der Hinterbliebenen.“

## Funktion zur NS-Zeit
Das Denkmal entsprach der seinerzeit vorausgreifenden Kriegspropaganda der Nationalsozialisten. Ein derartiges Mal in der NS-Zeit war kein bloßes steinernes Objekt. Nach Meinhold Lurz ist „für das Denkmal des Dritten Reichs […] der Vermittlungsvorgang der Feierstunden konstitutiv“. „Die wesentlichen Motive der eigentlichen Kriegerehrung bestanden nicht im Denkmal als solchem, sondern im Aufmarsch und der Rede. Insofern besaßen die Feuerschalen […] die gleiche Bedeutung wie das Ehrenmal. Erst die lebende Architektur der aufmarschierten Kolonnen erfüllte das Denkmal mit seinem funktionalen Sinn“.

## Vorgeschichte

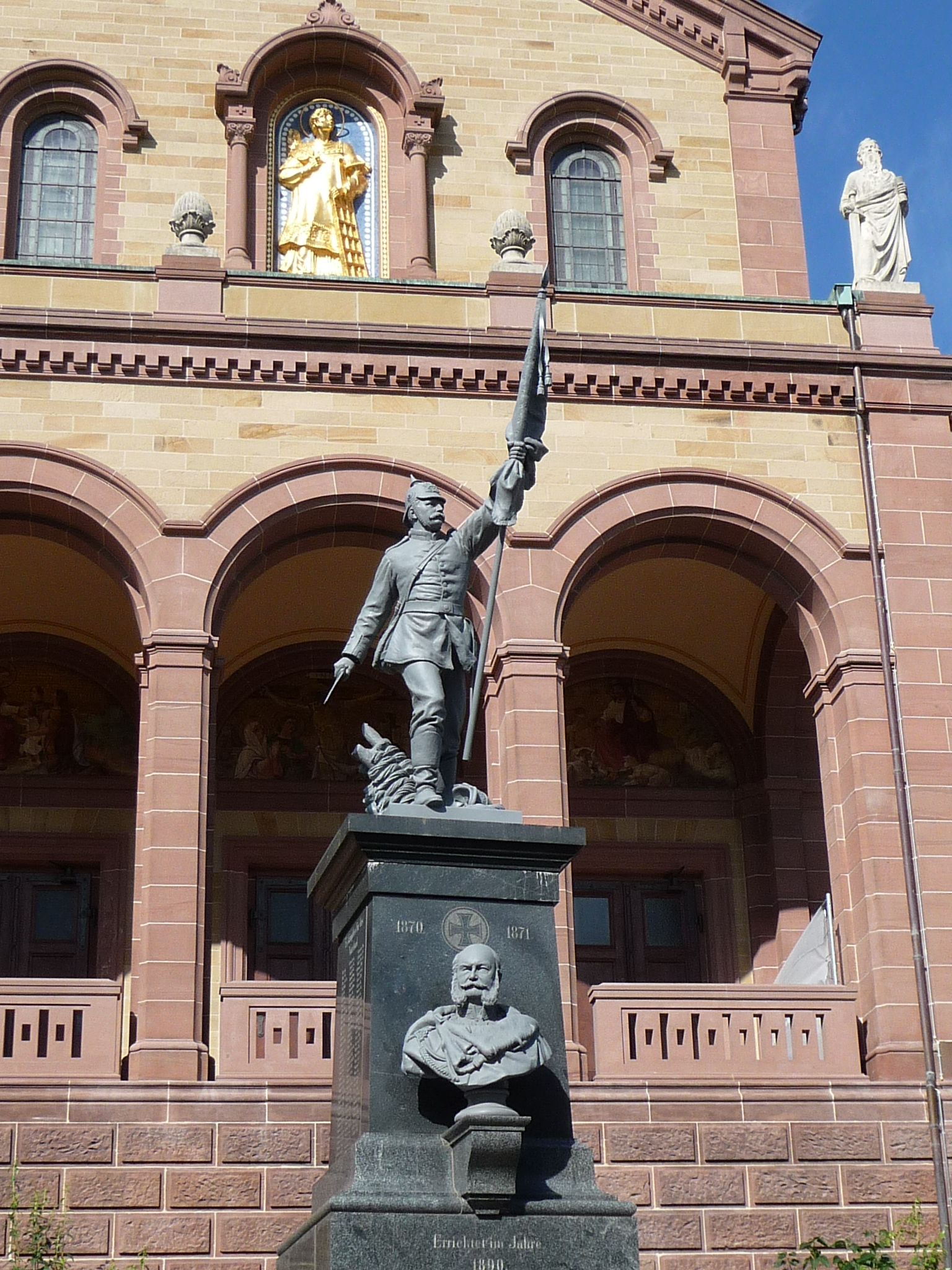
Das ältere Denkmal, errichtet 1890, vor der St.-Laurentius-Kirche

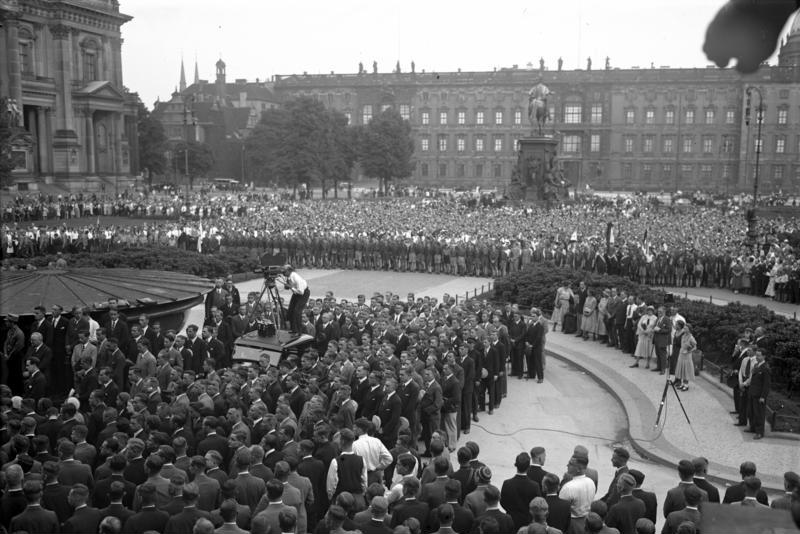
Kundgebung gegen das „Versailler Diktat“ im Lustgarten in Berlin, 1932

Bereits bei dem „Siegesmal 1870/71“ am Marktplatz in Weinheim wurde der Schmerz der Angehörigen völlig ausgeblendet. Es wurden die Namen aller 196 aus Weinheim stammenden Kriegsteilnehmer auf der Nord- und Südseite des Denkmalsockels eingraviert. Nach der Proklamation von Wilhelm I. wurde das ganze Deutsche Kaiserreich von einer Siegeseuphorie ergriffen. Die errichteten Denkmäler transportierten nahezu ohne Ausnahme, geziert mit monarchischen Abzeichen – wie Adler, Krone – das Pathos von Siegerstolz, Heldenverehrung und nationaler Begeisterung.
1890 wurde die Befugnis zur Errichtung von Denkmalen den politischen Gemeinden übertragen, was die „aus der kraftmeierischen Nationalbesoffenheit Deutschlands hervorgegangene Denkmalseuche“ noch mehr beförderte. Das Kriegerdenkmal stellte nun die zahlenmäßig größte Gruppe öffentlicher Monumente in Deutschland. Die enormen Totenzahlen und Massen an Kriegsversehrten, welche durch Stellungskrieg und Massentöten 1914–1918 zu Stande kamen, lösten in den ersten Jahren der Weimarer Republik zudem eine Diskussion um den Sinn von Denkmalen aus. Nachdem sie – einige Jahre lang – durch den verlorenen Ersten Weltkrieg und den als Schmach empfundenen Friedensvertrag von Versailles keine Siegesdenkmale sein konnten, begannen die Kriegerdenkmale um die Mitte der 1920er-Jahre – sowohl in Darstellung wie auch Aussage – wieder aggressiver zu werden. Aber Ansätze für neue Denkmalformen, welche an die Schrecknisse des Krieges mahnen konnten, um vor zukünftigen militärischen Auseinandersetzungen zu warnen, kamen dennoch nicht allgemein zum Tragen. Der aus Stein gemeißelte Krieger avancierte zum Prototyp des Kriegerdenkmals. In der kantigen Darstellung seiner Gesichtszüge und seiner muskulösen Gestalt verkörperte er den kampfbereiten und unbesiegbaren Frontsoldaten. Als ein Beispiel für eine solche zudem auf Vergeltung ausgerichtete Darstellung können die von Kollmar geschaffenen Steinkrieger gesehen werden.
Kriegermale wie dieses spiegelten unter anderem das Erstarken des völkischen und nationalistischen Denkens in der Spätphase der Weimarer Republik wider, auch wenn Kriegerdenkmale, deren Aussage weit entfernt von jeglichem Heimzahlungsdenken lag, vereinzelt errichtet wurden. Als Beispiel dafür können die Mäler des Bildhauers Curt Liebich (1868–1937), die vor allem dem Schmerz der Angehörigen Raum gaben, gesehen werden. Ein stark umstrittenes Mahnmal war das mit einem Relief von dem bekannten Künstler Ernst Barlach versehene Hamburger Ehrenmal mit dem Titel Trauernde Mutter mit Kind.
Es bestimmten aber immer die Stifter und Auftraggeber darüber, was dargestellt wurde, die ausgewählten Künstler führten nur aus. In Weinheim gab es in der Zwischenkriegszeit kein Denkmal für die Gefallenen des Ersten Weltkrieges. 1933 ergriff die Bäckerinnung Weinheim die Initiative, um das zu ändern. Als Ort wurde ein Park im Ortskern Weinheims ausgewählt, um ein Denkmal mit passendem Aufmarschplatz zu schaffen. Im Jahre 1934 wurde ein Wettbewerb für ein Kriegerdenkmal an der Bahnhofstraße unter den Architekten Badens ausgeschrieben. Zugelassen waren nur Mitglieder der nationalsozialistischen Reichskammer der bildenden Künste. In der Gestaltungsvorgabe für das Mal stand unter anderem, dass dieses „nicht abstrakt gewünscht, sondern volks- und bodenverbunden“ ausgeführt werden sollte. Dies war grundsätzlich eine Abkehr vom Denkmalsstil der Weimarer Demokratie. Das zu verwendende Material sollte „germanisch“ sein und daher Granit oder Porphyr enthalten. Zu den 62 Teilnehmern zählte der 63-jährige Kollmar. Der Denkmalentwurf dieses erklärten Widersachers der Moderne fand Anklang beim Preisgericht:

„(…) in ihrem vorwärtsstürmenden Rhythmus und in ihrer Geschlossenheit außerordentliche Wirkung.“

Die Baufinanzierung erfolgte nicht nur durch die Stadt. Mehrere Firmen wie Freudenberg, Naturin und die Weinheimer Bezirkssparkasse, die wichtigen Vereine außer dem Tierschutzverein und viele Bürger spendeten für die Errichtung. Auch Weinheims zweitgrößter Arbeitgeber die Lederwerke Hirsch – unter Leitung der Unternehmerfamilie jüdischer Glaubensrichtung – Hirsch gehörte dazu. Dies geschah bei letzteren, da ursprünglich geplant war, auch jene fünf Weinheimer zu erwähnen, welche zu den 12.000 jüdischen Gefallenen des Ersten Weltkrieges gehörten. Der Platz war zwar dafür bereits eingeplant. Jedoch ordnete NSDAP-Gauleiter Robert Wagner 1935 an, derartiges zu unterlassen und die von Juden für das Weinheimer Kriegerdenkmal gespendeten 1197 Reichsmark zurückzuzahlen. Der einflussreiche Unternehmer und größte Arbeitgeber in der Stadt Walter Freudenberg war der einzige in der Denkmalskommission, der sich für das Anliegen der Jüdischen Gemeinde – ein Gedenken an die Gefallenen ihrer Glaubensgemeinschaft – einsetzte.

## Geschichte des NS-Kriegsdenkmals
Da der ursprünglich geplante Termin der Fertigstellung am 9. Mai 1936 nicht eingehalten werden konnte, wurde er mit dem 18. Oktober, dem Jahrestag der Völkerschlacht bei Leipzig, auf einen geschichtsträchtigen Tag verlegt. Eine großangelegte Denkmalseinweihung wurde zelebriert und in der Stadt wehten massenhaft Hakenkreuz-Fahnen.
In den nach der Ernennung Hitlers zum Reichskanzler 1933 errichteten Kriegerdenkmalen kam das völkische Motiv des opferbereiten Kämpfers vollends zum Durchbruch. In seiner Ansprache bei der Einweihung des Weinheimer Kriegerdenkmals feierte der damalige Oberbürgermeister das Helden-Denkmal von Kollmar und überhöht es in ideologischer Weise noch weiter:

„Während den meisten Standbildern zur Erinnerung an den großen Krieg, welche in den Jahren vor der Machtergreifung der NSDAP in Deutschland errichtet wurden, die Trauer um die gefallenen Väter, Söhne und Brüder eigen ist, verkörpern die entstandenen Monumente im neuen Reiche gemäß der nationalsozialistischen Weltanschauung den Stolz des Kriegers auf seinen Dienst am Volke und Vaterland, das Heldenhafte seines Todes. Der Soldatentod ist nicht mehr Opfer, er ist Erfüllung.“

Die Nationalsozialisten stilisierten die Gefallenen der Kriege zu Vorkämpfern ihrer „Bewegung“. Seltener wurden die Kriegerdenkmale fortan auf dem Friedhof aufgestellt – sondern wieder verstärkt im öffentlichen Raum. Auf diese Weise wollte der NS-Staat sie ins Alltagsleben rücken und ihr „Heldengedenken“ von christlichen Traueraspekten loslösen. Der Aufmarschplan der Einweihungsveranstaltung – heute im Weinheimer Stadtarchiv -zeigt 2000 Uniformierte. Unter anderem nahmen Hunderte SA- und SS-Leute am Festakt teil, auch politische Größen im NS-Staat, wie der damalige badische Ministerpräsident Walter Köhler. Der Weinheimer gehörte zu den entscheidenden Wegbereitern der NSDAP in Baden und damit zu den aktiven „Totengräbern der Weimarer Republik“ und der Demokratie in Baden. Das politische Klima am Tag der Denkmalseinweihung verdeutlicht unter anderem die Tatsache, dass an diesem Tag Adolf Hitler die Verordnung zur Durchführung des Vierjahresplans erließ, welche Hermann Göring die Generalvollmacht für die Lenkung aller wirtschaftlichen Maßnahmen übertrug, die für die Erreichung der Kriegsfähigkeit notwendig seien. Der Bürgerpark wurde in Hindenburgpark umbenannt, es war nach den Bauarbeiten von ihm nicht mehr als ein Grünstreifen hinter dem großdimensionierten Denkmalkomplex zu sehen. Die Stadt Weinheim verlieh bereits zuvor Paul von Hindenburg am 21. März 1933, am „Tag des Händedrucks von Potsdam“, das symbolische „Bündnis Hindenburgs und Hitlers“, auf Antrag der NSDAP-Fraktion die Ehrenbürgerschaft. Gleichzeitig mit Hitler, dem Reichskommissar Robert Wagner und Walter Köhler (bis zum Ende des NS-Regimes Badischer Ministerpräsident, Vorsitzender des Badischen Staatsministeriums, Minister für Finanzen und Wirtschaft, Präsident des Badischen Staatsrates und somit Chef des Kabinetts Köhler). Die Nördliche Hauptstraße wurde zur Adolf-Hitler-Straße. Der Ehrenbürgertitel Hindenburgs und das Kriegerdenkmal haben bis heute Bestand und sind in Weinheim ein politisches Reizthema. Der stark veränderte Park, in dem sich hauptsächlich das Denkmal ausbreitete, bekam seinen alten Namen zurück.

## Umgang mit dem Mal nach der NS-Zeit
Der Alliierte Kontrollrat ordnete in seiner Direktive Nr. 30 vom 13. Mai 1946 an, nationalsozialistische Denkmale zu beseitigen. Ausgenommen waren Mahnmale für „auf dem Schlachtfeld Gebliebene“, weshalb das Weinheimer Kriegerdenkmal erhalten blieb. Vor den Steinkriegern wurde eine kniehohe Hecke angepflanzt, so dass diese frontal nicht mehr als in Bewegung ihres Marschierens wahrgenommen werden können. Nach Kriegsende kam erneut der Wunsch auf, am Denkmal die Namen der fünf jüdischen aus dem Krieg nicht wiedergekehrten des Ersten Weltkriegs zu ergänzen. Bereits sechs Monate nach Kriegsende setzte sich Walter Freudenberg von der Weinheimer Unternehmerfamilie dafür ein, am Mal deren Namen nachzutragen. Es wurden 1959 daraufhin auch die Namen der Gefallenen des Zweiten Weltkrieges hinzugefügt. Allerdings stehen die der jüdischen Gemeinde nicht in der sonstigen alphabetischen Reihenfolge. Genannt werden Namen mit Geburts-/Todesdatum und Dienstgrad. Es wurden bei dieser Denkmalserweiterung auch 29 SS-Männer fälschlicherweise mit Wehrmachtsdienstgraden aufgeführt; so wurden zum Beispiel die SS-Hauptsturmführer zu Hauptmännern der Wehrmacht verklärt. Herausgefunden haben dies im Jahre 1997 Schüler der Weinheimer Dietrich-Bonhoeffer-Schule. Die Namen der fünf Weinheimer Mitglieder der Jüdischen Gemeinde lauten: Karl David, Bernhard Lehmann, Max Lehmann, Moritz Rothschild und Sigmund Rothschild. Zu Kriegsbeginn 1914 meldeten sie sich, wie auch andere Juden aus Weinheim, zum Kriegsdienst und ließen ihr Leben im Ersten Weltkrieg. Den Auftrag zur Denkmalserweiterung erhielt Professor Linde, der bereits in der Jury von 1934 dabei war.
Im Jahre 1959 trat mit der Denkmalserweiterung eine Erweiterung des Erinnertenkreises und Verharmlosung der NS-Verbrechen ein. Schränkten die Hauptsiegermächte 1945 den Erinnertenkreis ein, so gelang es militärkonformen Kreisen nach der 1955 erlangten Souveränität der BRD, den Erinnertenkreis auf tote und vermisste Soldaten des Zweiten Weltkriegs auszudehnen. Wie vielerorts wird in Weinheim das Kriegerdenkmal des Ersten Weltkriegs zum „Sammeldenkmal“ oder „Kombi-Denkmal“. Die Gleichbehandlung der Namen suggeriert kontrafaktisch die Gleichwertigkeit der monarchistischen Reichswehr, der völkerrechtswidrigen Wehrmacht und der SS. Die Vermischung der drei Erinnertenkreise diente allgemein dem Zweck, besonders die Wehrmachts- und SS-Verbrechen zu verschleiern und als „normale“ Kriegshandlungen zu verharmlosen. Die ideologische Funktion des erweiterten Weinheimer Kriegerdenkmal ist bis heute ungebrochen wirkmächtig und kann als ein Hauptgrund des Dauerkonflikts um das NS-Relikt gesehen werden.
Das erweiterte Denkmal diente somit auch dem Zweck, das Militärische wieder aufzuwerten, die deutsche Wiederbewaffnung, den Aufbau der Bundeswehr, ihre Eingliederung in die NATO, und die zunehmende Aufrüstung zu rechtfertigen und zu fördern. Der Kriegsdienst wurde in diesen Jahren als „Normalität“ propagiert, das Grundrecht auf Kriegsdienstverweigerung zur Ausnahme degradiert, für die ein „Ersatzdienst“ geschaffen wurde. In diesem Kontext dient das NS-Kriegsmal als antipazifistisches Symbol. Mit ihm werden zudem tradierte Frauenrollen propagiert, da Frauen in ihm nicht erwähnt werden. Krieg wurde weiterhin als Männersache dargestellt.
Aufgrund seiner brisanten Geschichte stößt das Denkmal immer wieder auf Kritik. Dass Günter Deckert, der in Weinheim lebende ehemalige Bundesvorsitzende der NPD, sich durch provokative Aktionen am Denkmal darstellte, verstärkte die Ablehnung. Zur historischen Einordnung befindet sich vor Ort eine ausführliche Infotafel, die am 9. November 2017 enthüllt wurde. Mit der Kontrastierung der Kriegerskulptur und mit dem Aufstellen der Texttafel erwirkten demokratische Kräfte erstmals eine direkt sichtbare Funktion, die zumindest ansatzweise diesmal nicht der Entlastung, sondern der Kritik der NS-Zeit dienen kann. Die neue Tafel erfuhr jedoch auch Kritik: Ein Blickfang sei sie nicht, Besucher ohne Deutschkenntnisse könnten sie nicht lesen. Außerdem würden moderne Kommunikationswege nicht miteingebunden – wie zum Beispiel Smartphones per QR-Code.

## Interpretationen des ehemaligen NS-Denkmals
Werner Pieper, Autor des Buches Mensch – Denk Mal kritisierte 2016 erneut, dass Denkmalschutzbestimmungen zu sehr bei diesem Denkmal eine Rolle gespielt haben. Er hob vor allem die bei dem Denkmal 1959 erfolgte Geschichtsfälschung hervor. Wie er erklärt, gelten bereits seit etwa 200 Jahren Denkmale nicht mehr ausschließlich Herrschern, sondern zunehmend auch gefallenen Soldaten. Er stellt die Frage, ob diese Monumente, die Aggressoren, welche millionenfachen Tod über Europa brachten, als Helden ehren, noch benötigt werden. Nicht nur wegen der Unterhaltungskosten, sondern auch wegen der Ehrverletzung der Menschen und ihrer Nachkommen, die von den Nationalsozialisten überfallen, verfolgt, gefoltert und getötet wurden; auch wenn den deutschen Kriegs-Verlierern im Grunde aus letzterer Tatsache heraus unser Dank gehören könnte. Er fragt, ob es nicht an der Zeit wäre, sich von Denkmalen dieser todbringenden Fremdenfeindlichkeiten aus der Vergangenheit zu lösen, und sie – wie zum Beispiel am Trafalgar Square in London geschehen – zukunftsschwangeren Themen zu widmen. Dort wird die vierte Plinthe für Serien zeitgenössischer Kunstwerke genutzt, die bei führenden nationalen und internationalen Künstlern in Auftrag gegeben werden. Er sieht diesen zentralen Platz in Weinheim, unkonstruktiv genutzt und stellt die Frage, wer dieses Krieger- und Kriegs-Mal vermissen würde. Er schreibt, dass in Murg/Schwarzwald ein Denkmal letzthin versetzt wurde und in Radolfzell am Bodensee ein Kriegerdenkmal desselben Künstlers mit Aufklärungstafeln versehen wurde. Doch heißt es zu diesem Denkmal: „Aus Sicht des Landesamtes kann das Denkmal weder von seinem Standort entfernt werden, noch dürfen Änderungen bezüglich der alphabetischen Einordnung der jüdischen Bürger oder der aufgeführten Wehrmachtsdienstgrade vorgenommen werden. Nachträgliche Veränderungen stellen eine wohl gut gemeinte, aber letztlich fehlgeleitete Geschichtsfälschung dar.“

„Der Umgang mit diesem Denkmal ist schwierig, denn ein Teil unserer Bevölkerung sieht es allein als propagandistisches und martialisches Werk der Nationalsozialisten zur Kriegsverherrlichung. Für andere ist es vor allem ein Ort des Gedenkens an die Gefallenen der beiden Weltkriege, für manche ein Ort der Erinnerung an Angehörige und Freunde.“

Die Stadt Weinheim schreibt auf der von ihr errichteten Infotafel, dass dieses Denkmal zu den sogenannten „unbequemen Denkmälern“ zählt. Es wird als ein „vielschichtiges Geschichtsdokument“ der Zeit des Nationalsozialismus, wie auch der Nachkriegszeit beschrieben. Das Kriegerdenkmal sieht sie als ein erhaltenswertes Zeugnis der Kunst des Nationalsozialismus und der Gestaltung von Kriegerdenkmälern, als auch des Umgangs mit selbigen in der Nachkriegszeit.
Seitens des Landesamts für Denkmalpflege in Karlsruhe wird von einem von „der Nazi-Ideologie infiltrierten und damit eigentlich diskreditierenden Denkmal“ gesprochen. Es wird dort am Erhalt des Denkmals festgehalten, das Teil der Weinheimer Erinnerungskultur bleiben solle; zumal es ein „Dokument für historische Kontinuität“ sei.

## Gegendenkmal

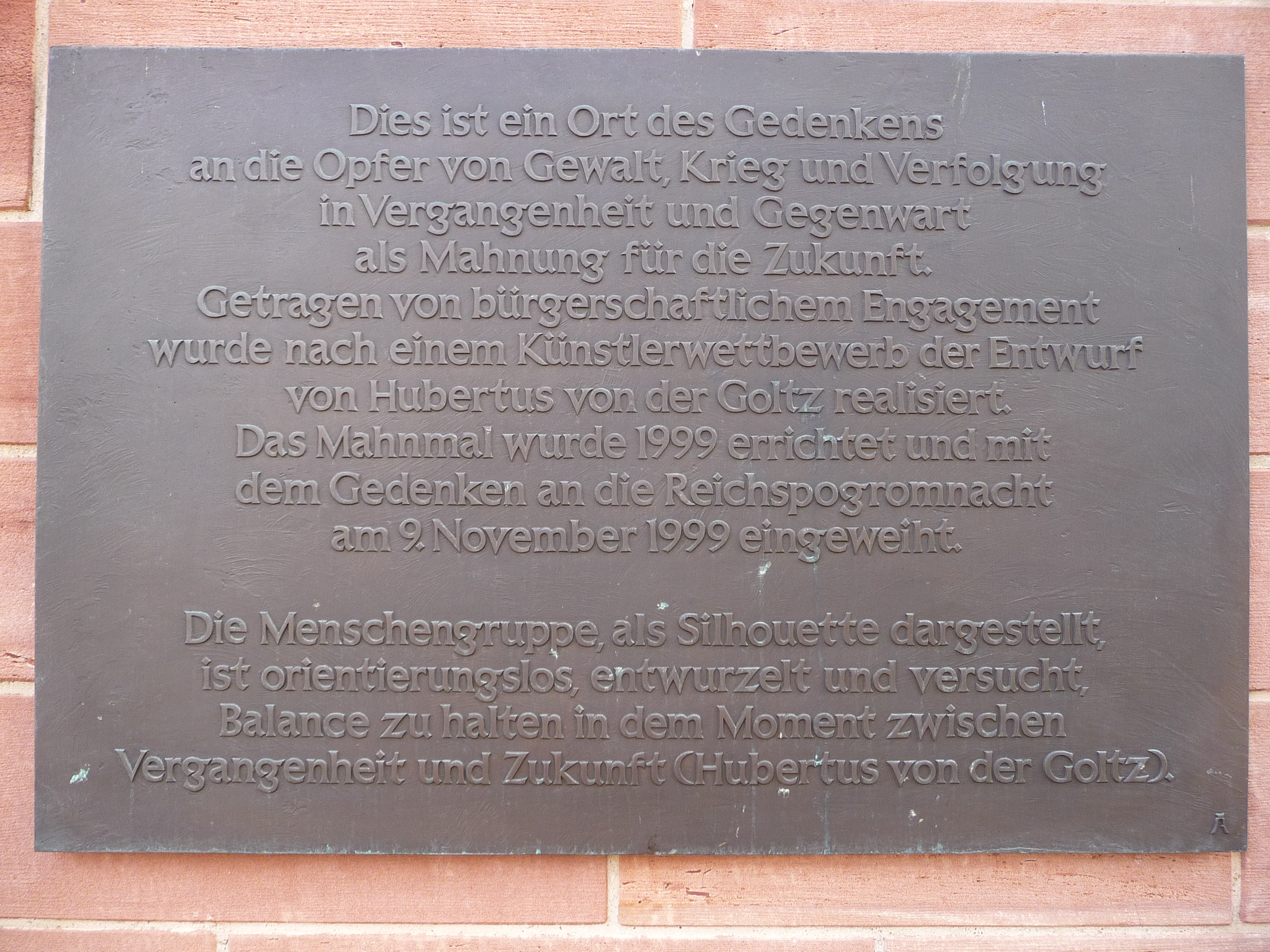
Metalltafel am Gegenmal.

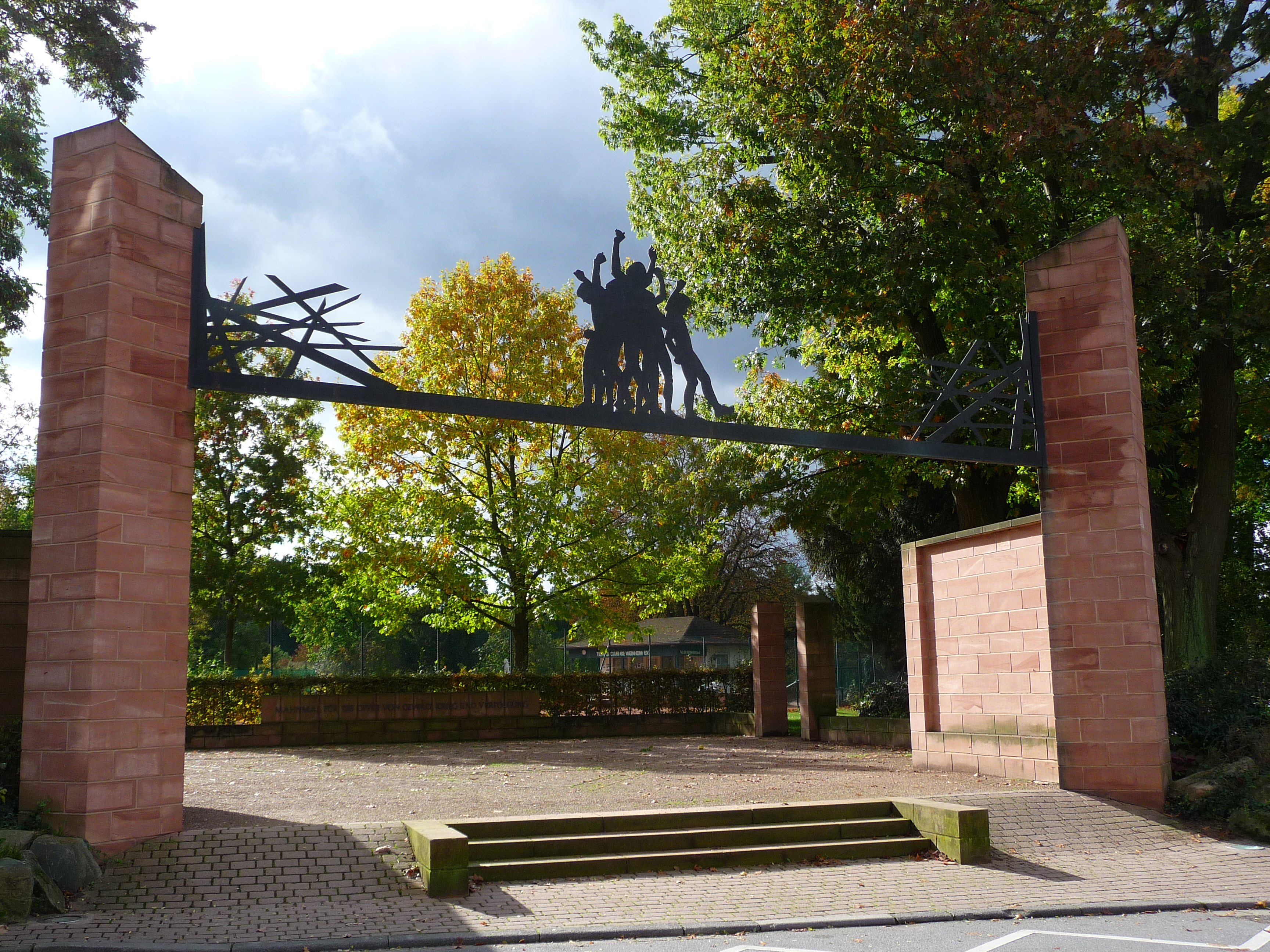
Das aus rotem Odenwälder Sandstein errichtete Mahnmal für die Opfer von Gewalt, Krieg und Verfolgung.

Das 1999 fertiggestellte Mahnmal für die Opfer von Gewalt, Krieg und Verfolgung befindet sich in direkter Sichtachse zum Kriegerdenkmal auf der gegenüberliegenden Seite der Bahnhofstraße, am Ende der Ehretstraße und ist gleichsam ein Zugang zum Stadtgarten. Auf halbem Wege zwischen Denk- und Mahnmal stand die Weinheimer Synagoge, die im Zuge der Novemberpogrome 1938 von den Nazis gesprengt worden war.
Es wurde auf Initiative von Weinheimer Bürgern dem in der NS-Zeit errichteten Heldenmal entgegengestellt. Es ist ein vom Bildhauer und Installationskünstler Hubertus von der Goltz entworfenes Mal. Zwei Torpfeiler wurden durch eine Stange verbunden, auf der in etwa 2,5 Meter Höhe silhouettenhafte Figuren balancieren. Auf der dahinter gelegenen Freifläche wurde ein Davidstern in den Boden eingelassen. Die dargestellten Menschen auf der Stange scheinen zu schwanken und ständig in Gefahr, ihr Gleichgewicht zu verlieren. Sie halten sich gegenseitig fest, um bildlich ihren Absturz zu verhindern. Der Weg zu den Stangenenden und aus dem Gefahrenbereich erscheint als verwehrt, da dort in übertragenem Sinn hohe Materialaufhäufungen dargestellt sind – als Hindernisse. Das Kunstwerk ist eines der wenigen GegenDenkmalen in Südwestdeutschland.
Als 1995 der Gemeinderat für die Errichtung des Gegendenkmal stimmte, votierte lediglich der Stadtrat der NPD Günter Deckert dagegen.